# Игнатенко, Владимир Пименович
Владимир Пименович Игнатенко (16 января 1920 — 31 марта 2007) — советский театральный актёр. Народный артист Украинской ССР (1968).

## Биография
Родился в 1920 году в с. Димамерки Минской губернии Российской империи.
Данные о биографии до 1943 года обычно не указываются, однако, как документально установлено исследователями в 1936—1938 годах он был учеником шофёра, затем два года работал шофёром. В 1940 году находился в компании которая случайно, стреляя из мелкокалиберной винтовки, убила человека. В апреле 1940 года его приговорили к заключению в Полтавской трудовой колонии, где он пробыл до июля 1941 — началась война, через месяц добрался до Чернигова, и актёрский путь на сцене театра начал в оккупированном Чернигове. Имеются сведения о его работе на партизан.
С освобождением в 1943 году Чернигова — актёр Черниговского городского театра.
До мая 1945 года Игнатенко сделал 315 выступлений для Красной Армии и ранбольных эвакогоспиталей, под его руководством концертная фронтовая бригада театра дала более 30 концертов, в том числе 18 непосредственно на фронте. В 1946 году награждён медалью «За Победу над Германией».
В 1944—1955 годах — актёр Нежинского передвижного театра.
В 1955—1965 годах — актёр Черниговского областного музыкально-драматического театра.
В 1965—1996 годах — актёр Черкасского областного музыкально-драматического театра им. Т. Шевченко.
За время работы в театрах создал около 250 сценических образов. Единственная роль в кино — в фильме «Пламя гнева».
Умер в 2007 году в Черкассах.
В 2015 году в Черкассах на жилом доме № 188 по улице Крещатик открыли мемориальную доску Владимиру Игнатенко.

## Награды и признание
Заслуженный артист Украинской ССР (1957). Народный артист Украинской ССР (1968).
Награждён Орденом Трудового Красного Знамени (1971) медалями «За Победу над Германией» (1946) и «За трудовое отличие» (1960).